# Porsche 935
Porsche 935 — гоночный автомобиль, выпущенный компанией Porsche в 1976 году в качестве гоночного варианта модели-предшественницы Porsche 911 (930) Turbo. Согласно классификации Международной автомобильной федерации, относился к гоночным автомобилям Группы 5. Представлял собой дальнейшее развитие турбо-прототипа Porsche Carrera RSR 2.1, который занял 2-е место в общем зачёте гонок 24 часа Ле-Мана в 1974 году.
Начиная с 1977 года, Porsche 935 участвовал в разных турнирах, среди которых были чемпионат мира среди спорткаров, IMSA GT Championship и немецкий Deutsche Rennsport Meisterschaft. В 1979 году 935-я модель выиграла 24 часа Ле-Мана, 12 часов Себринга, 24 часа Дейтоны и 1000 км Нюрбургринга. Всего она приняла участие в 370 гонках, выиграв 123 из них. Изначально составить конкуренцию этой модели не мог ни один другой производитель, поскольку не предлагал машины частникам, в отличие от Porsche. Со временем в каждой гонке количество участвующих моделей 935 выросло до 5 за один заезд. Доминирование 935-х закончилось в 1982 году после изменения правил Международной автомобильной федерации, когда шесть номерных групп были упразднены в пользу трёх групп A, B и C.
В качестве двигателя использовался Тип 935 объёмом 3,3 л турбированный (с двойным турбонаддувом) оппозитный-6 с механической системой впрыскивания топлива. При использовании всех компонентов, обеспечивающих максимально эффективную работу двигателя, его мощность достигала 845 л. с. В связи с большим размером турбинных компонентов на низких оборотах двигателя часто возникали так называемые «турбоямы» (англ. turbo lag).
В июне 2019 года на рынок поступили Porsche 935 второго поколения: всего было выпущено 77 экземпляров подобных автомобилей.

## Общие характеристики
Модель Porsche 935 представляла собой дальнейшее развитие и модификацию Porsche 930, которая должна была выступать в соревнованиях гоночных машин в категории Special Production Car, к которой могли относиться все машины-участницы гонок, начиная с Группы 1 и заканчивая Группой 4. Разработка моделей Porsche 934 и 935 осуществлялась в Вайсахе, а сборка осуществлялась на заводах Porsche в Цуффенхаузене под руководством Элмара Виллретта (нем. Elmar Willrett). Основанная в целом на модели Porsche 911, 935-я модель представляла собой модификацию модели 930 для соревнований Международной федерации автоспорта в группах 4 и группах 5.
Внешне модель 934 выглядела как модель, предназначенная для продаж на рынке, в то время как 935-я считалась своеобразным полем для экспериментов.

## 935/76

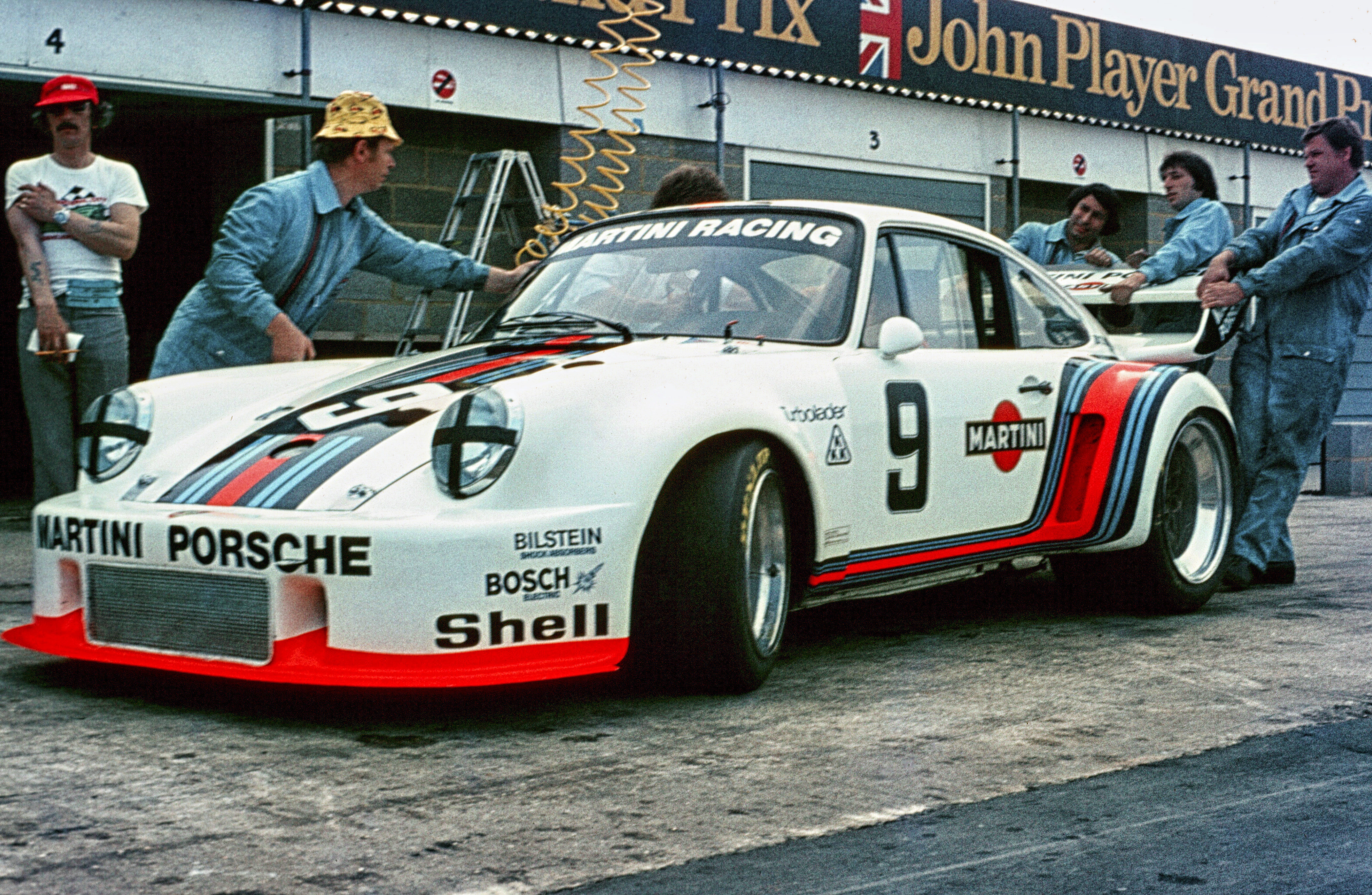
Ранняя модель 935 без «плоского носа» в 1976 году, 6 часов Сильверстоуна

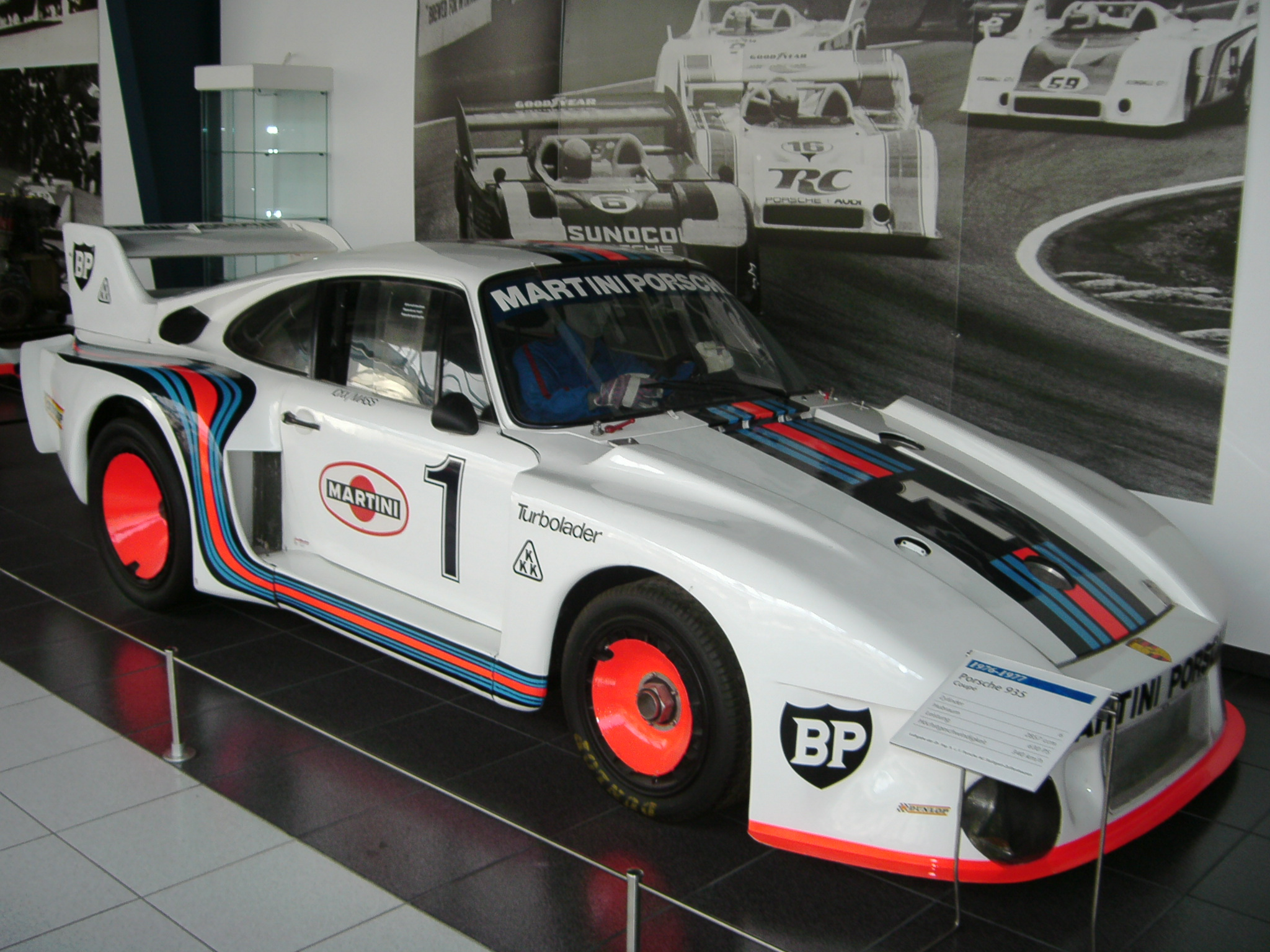
Porsche 935/77

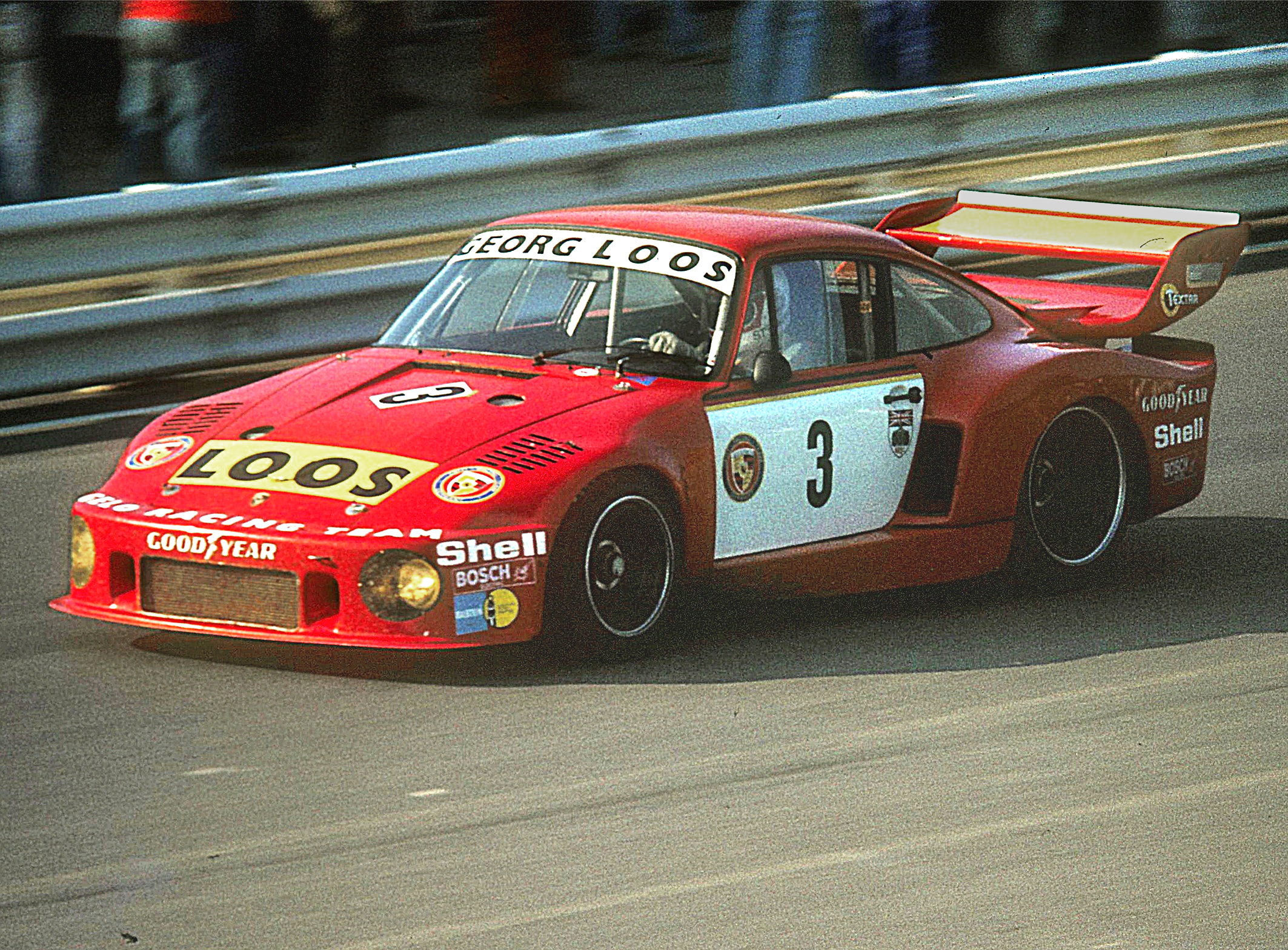
Georg Loos-Porsche 935 под управлением Рольфа Штоммелена на гонке 1000 км Нюрбургринга в мае 1977 г.

В 1976 году в международном автоспорте проходили два чемпионата мира: чемпионат ФИА по гонкам на спорткарах среди специально разработанных автомобилей Группы 5 и чемпионат мира среди прототипов группы 6 с объёмом двигателя не более 3.0 л. В том году Porsche для участия в гонках выставила два новых образца: Porsche 935 и Porsche 936. Представлять интересы этого производителя была намерена команда Martini Racing, выступавшая на Porsche 908 или Porsche 917 в 1970 и 1971 годах и завоевавшая титул победителя Ле-Мана в 1971 году. Каждый чемпионат состоял из семи гонок, проходивших в разных странах по выходным (только Дижон принимал одновременно обе гонки), вследствие чего Porsche пришлось распределить свои силы следующим образом. В основной экипаж вошли Жаки Икс и Йохен Масс, которые выступали в те моменты, когда позволяло расписание гонок Формулы-1. В резервный экипаж вошли Рольф Штоммелен и Манфред Шурти (Штоммелен восстанавливался после аварии на Гран-При Испании 1975 года).
В соответствии с правилами Группы 5 (так называемые «силуэтные правила» — silhouette rules) допускались значительные модификации автомобилей (в том числе изменения конструкции кузова, более крупные крылья, широкие колёсные арки и возможность жидкостного охлаждения двигателя), при этом силуэт автомобиля при виде спереди внешне не изменялся. Двигатель первой модели Porsche 935 — оппозитный-6, объёмом 3.0 л, мощностью 418 кВт (561 л. с.) при максимальных оборотах 7900 м, крутящий момент составлял 588 Н·м (при 5400 оборотах в минуту). Уровень наддува двигателя находился в пределах 1.35 — 1.55, расход топлива — 52 л на 100 км. В дальнейшем объём двигателя снизился до 2.85 л, а наддув сократился до 1.4, что позволило включить машину в класс автомобилей с объёмом до 4.0 л (минимальная масса машины сократилась до 970 кг). Компания Porsche, имея огромный опыт работы с лёгкими по массе машинами, сумела завести прототип Carrera RSR в класс машин массой не более 800 кг: пустой вес Porsche 935 составлял 900 кг, распределение веса компенсировалось дополнительной массой в 70 кг. В ходе предсезонного тестового заезда на трассе Поль Рикар автомобиль показал максимальную скорость 295 км/ч.
Первоначально в Порше планировали выпустить 935-ю с оригинальной передней оптикой 930-й модели в двух вариантах (спринтерская с более широкими колесными арками и скоростная с дополнительной аэродинамикой). Но после тщательного изучения правил в Порше обнаружили, что высота фар не регламентирована и те переехали на передний спойлер, породив характерный для всех 935-х плоский нос, производивший больше прижимной силы на скоростных трассах. Этот плоский нос («Flachbau») также предлагался и для специального заказа на дорожных 930-х машинах. Спринтерская версия использовалась очень редко.
Версия-76 также продавалась частным командам, типа Georg Loos и Kremer Racing, которые использовали её в сезоне 1976 года.

## 935/77
Порше решили не развивать дальше и без того эффективную модель, но к сезону 1977 года одноступенчатая турбина наддува была заменена двуступенчатым агрегатом ККК, а также были произведены изменения в корпусных панелях. В 1977 году была представлена «Baby»-версия весом 750 кг и двигателем 1,425 л (мощностью 370 л. с.). Она была призвана продемонстрировать возможность Порше конкурировать в младшем дивизионе (до 2 л) с его завсегдатаями Ford и BMW. Машина победила уже во втором своем старте, в Хоккенхайме, после чего отправилась в заводской музей.

## 935/78 «Моби Дик»

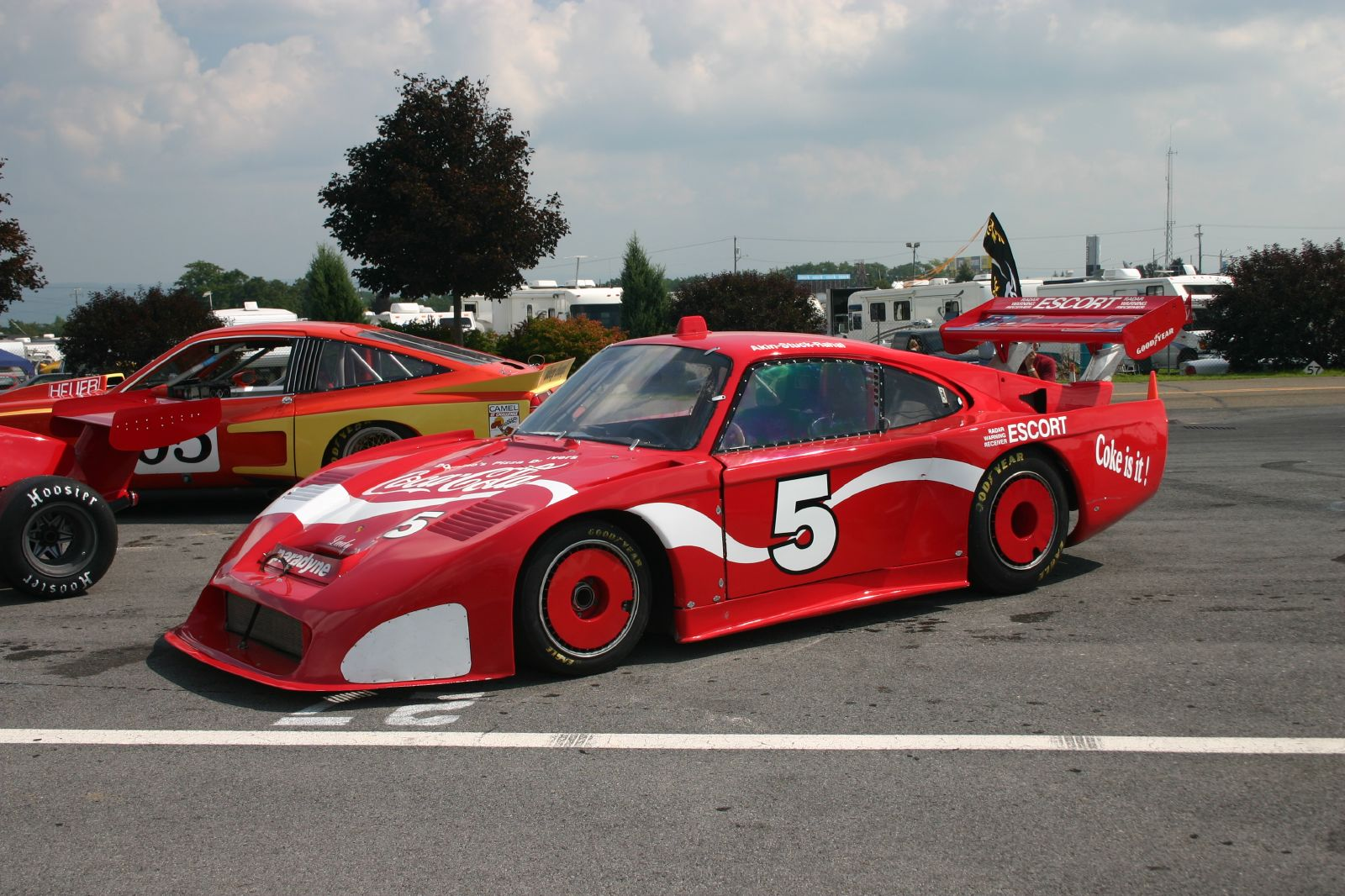
Порше 935 Боба Айкена, реплика 935/78 «Моби Дик»

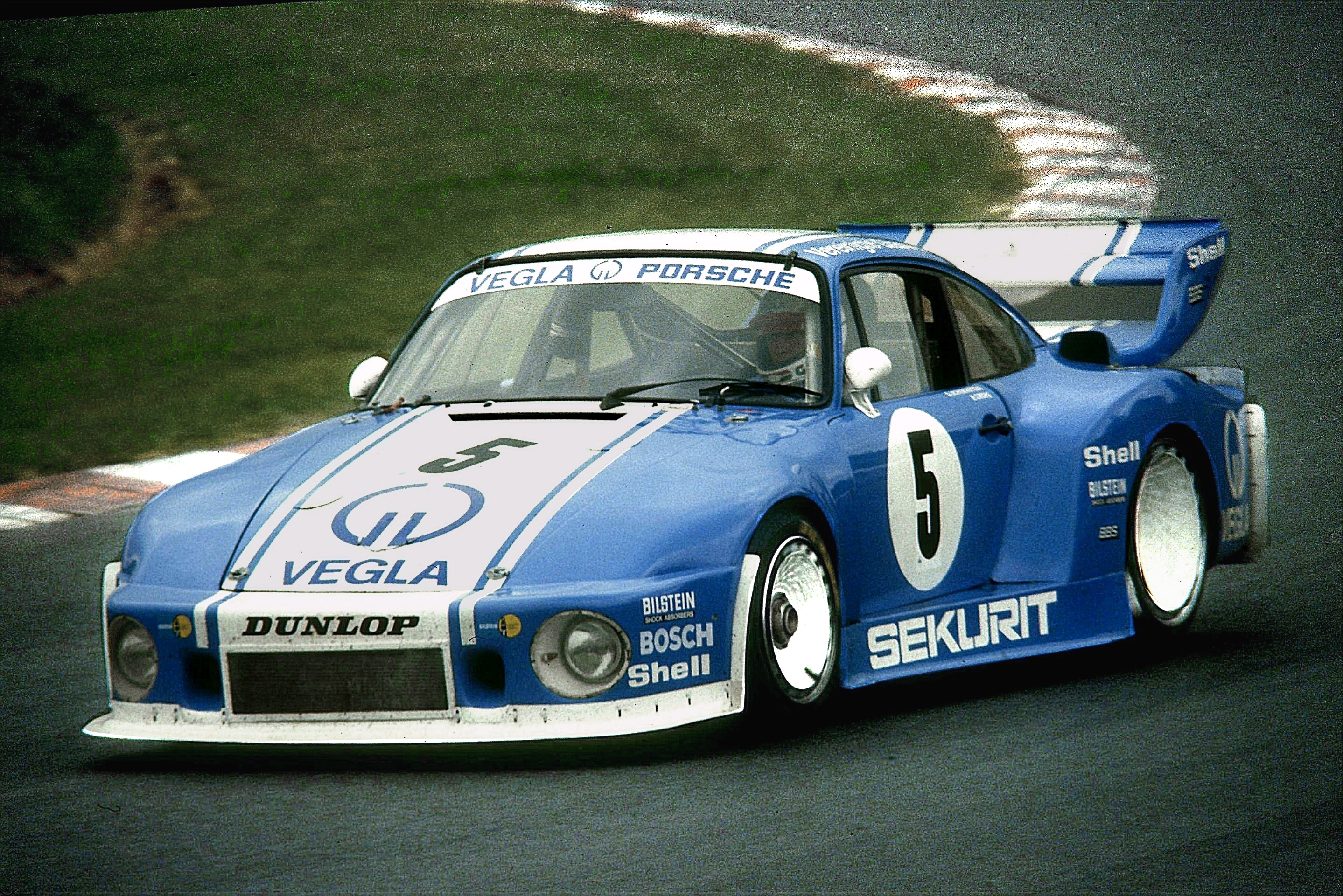
Грос, Харальд за рулём Porsche 935, тренировка на 1000 км Нюрбургринга. 24 мая 1980 года

К сезону 1978 года была подготовлена еще одна версия, 935/78, развивавшая тему лазеек в регламенте Группы 5. Машина была сделана ниже на 100 мм, а спереди и сзади появились большие свесы, призванные улучшить аэродинамические характеристики, в частности, снизить сопротивление. За эти свесы машина получила прозвище «Моби Дик». Двигатель был увеличен до 3,2 л (попадая, с учётом «турбо-гандикапа», в класс 4,5 л), а его отдача возросла до 950 л. с.(около 700 кВт, стоит заметить, что автомобили Ф1 в это время имели мощность немногим более 500 л. с.). Машина выиграла 6-часовую гонку в Сильверстоуне и была быстрейшей в Ле-Мане, показав на прямой Мюльсанн более 360 км/ч, обходя прототипы Группы 6 Renault и Porsche 936, имевшие меньшие по объему двигатели. Максимальная скорость достигала 390 км/ч, что ставило «Моби Дик» в один ряд с Porsche 917.
Частные машины, модифицированные в стиле «Моби Дик», выступали в ДРМ и IMSA GT силами Joest Racing и Moretti Racing.

## 935 К2 / К3 / К4

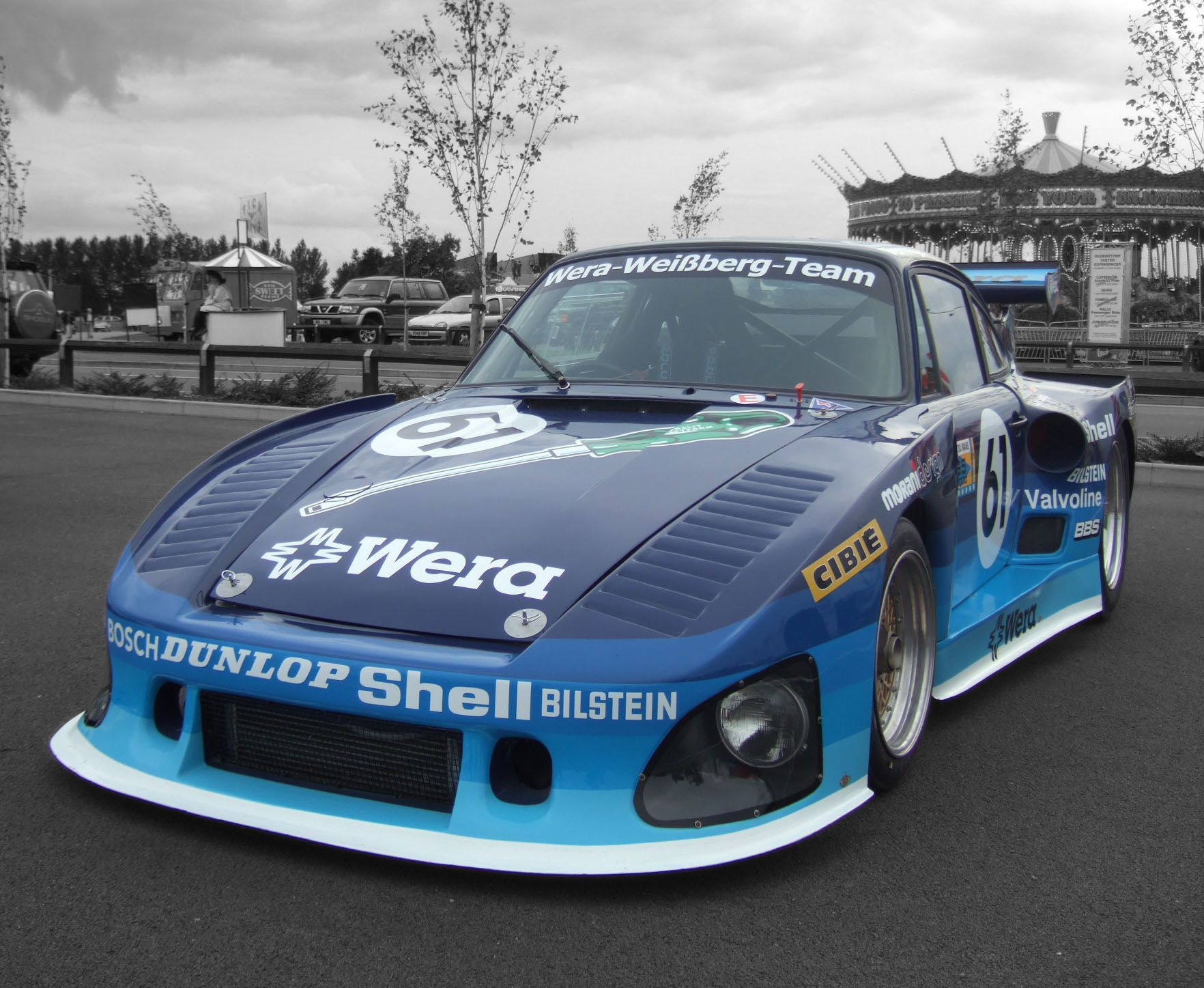
1981 Wera Weissberg Team Porsche Kremer Racing 935 K3

Порше не продавали эволюционные модели, поэтому некоторые команды переделывали свои 935-е самостоятельно, особенно кёльнская Kremer Racing. Их 935 К3 (Кремер тип 3, развитие модели К2), под управлением Клауса Людвига выиграла 24 часа Ле-Мана в 1979 году, опередив специальные прототипы благодаря искусному пилотажу Людвига под дождем. Второй пришла заводская 935-я под управлением Рольфа Штоммелена, Дика Барбура и Пола Ньюмана.

## Завершение гоночной карьеры
До 1984 г. 935-я выиграла более 150 гонок по всему миру, включая более 20 побед в классе по итогам чемпионатов. На её счету победы в гонках 24 часа Ле-Мана, 24 часа Дайтоны, 12 часов Себринга. В ДРМ она была непобедима с 1977 по 1979 годы, выиграв много гонок, включая 1000 км Нюрбургринга на Северной Петле.
После того, как ФИА отменила прежнее деление на группы, Группа 5 оказалась вне закона, продолжая выступать лишь в чемпионате IMSA в категории GTP, обычно усилиями небольших команд, которым IMSA не разрешала выступать на новых Porsche 956. К 1985 году карьера 935-й была завершена, она уже не могла сражаться с новыми машинами категории GTP (Группа C). В сезоне 1986 г. она провела всего две гонки.
В настоящее время модели Porsche 935 участвуют в ряде турниров наряду с более современными автомобилями — одним из таких турниров является GT Cup Championship, в котором гонщик Ричард Чемберлен (англ. Richard Chamberlain) управлял репликой Porsche 935, выпущенной CTR Developments для участия в гонках класса GTO. На этой модели используется шасси 911E и двигатель от Porsche 962.

## Сравнение характеристик моделей
Ниже даны сравнительные характеристики всех моделей Porsche 935, выпущенных с 1976 по 1981 годы:
| Модель Porsche 935                                 | 935 (1976)                          | 935/77 (1977) Werkswagen             | 935/77 (1977) Kunden                 | 935/2.0 «Baby» (1977)                | 935/78 «Moby Dick» (1978)            | 935/78 (1978) Kunden                 | 935/79 (1979)                                             | 935/80 (1980)                        | 935/78-81 (1981) Joest-Racing        | 935 K4 (1981) Kremer-Racing          |
| -------------------------------------------------- | ----------------------------------- | ------------------------------------ | ------------------------------------ | ------------------------------------ | ------------------------------------ | ------------------------------------ | --------------------------------------------------------- | ------------------------------------ | ------------------------------------ | ------------------------------------ |
| Двигатель                                          | 6-цилиндровый оппозитный, 4-тактный | 6-цилиндровый оппозитный, 4-тактный  | 6-цилиндровый оппозитный, 4-тактный  | 6-цилиндровый оппозитный, 4-тактный  | 6-цилиндровый оппозитный, 4-тактный  | 6-цилиндровый оппозитный, 4-тактный  | 6-цилиндровый оппозитный, 4-тактный                       | 6-цилиндровый оппозитный, 4-тактный  | 6-цилиндровый оппозитный, 4-тактный  | 6-цилиндровый оппозитный, 4-тактный  |
| Турбонаддувы                                       | Обычный                             | Двойной турбонаддув, два интеркулера | Двойной турбонаддув, два интеркулера | Двойной турбонаддув, два интеркулера | Двойной турбонаддув, два интеркулера | Двойной турбонаддув, два интеркулера | Обычный                                                   | Двойной турбонаддув, два интеркулера | Двойной турбонаддув, два интеркулера | Двойной турбонаддув, два интеркулера |
| Объём                                              | 2857 см³                            | 2857 см³                             | 2857 см³                             | 1425 см³                             | 3211 см³                             | 2857 см³                             | 3124 см³ 3160 см³                                         | 3124 см³                             | 3124 см³                             | 3160 см³                             |
| Диаметр цилиндра, ход поршня                       | 92,0 × 70,4 мм                      | 92,0 × 70,4 мм                       | 92,0 × 70,4 мм                       | 71,0 × 60,0 мм                       | 95,7 × 74,4 мм                       | 92,0 × 70,4 мм                       | 97,0 × 70,4 мм 95,0 × 74,4 мм                             | 97,0 × 70,4 мм                       | 97,0 × 70,4 мм                       | 95,0 × 74,4 мм                       |
| Мощность, оборотов двигателя в минуту              | 433 кВт (590 л. с.) при 7900        | 463 кВт (630 л. с.) при 8000         | 433 кВт (590 л. с.) при 7900         | 279 кВт (380 л. с.) при 8200         | 620 кВт (845 л. с.) при 8200         | 441 кВт (600 л. с.) при 8000         | 500 кВт (680 л. с.) при 8000 529 кВт (720 л. с.) при 8000 | 500 кВт (680 л. с.) при 8000         | 500 кВт (680 л. с.) при 8000         | 529 кВт (720 л. с.) при 8000         |
| Макс. крутящий момент, оборотов двигателя в минуту | 588 Н·м при 5400                    | 588 Н·м при 5400                     | 588 Н·м при 5400                     |                                      | 785 Н·м при 6600                     | 588 Н·м при 5400                     | 706 Н·м при 5800 735 Н·м при 5500                         | 706 Н·м при 5800                     | 706 Н·м при 5800                     | 735 Н·м при 5500                     |
| Степень сжатия                                     | 6,5 : 1                             | 6,5 : 1                              | 6,5 : 1                              | 6,5 : 1                              | 7,0 : 1                              | 6,5 : 1                              | 6,5 : 1 7,0 : 1                                           | 6,5 : 1                              | 6,5 : 1                              | 7,0 : 1                              |
| Длина, ширина, высота                              | 4680 × 1970 × 1265 мм               | 4680 × 1970 × 1265 мм                | 4680 × 1970 × 1265 мм                | 4680 × 1970 × 1265 мм                | 4890 × 1970 × 1205 мм                | 4680 × 1970 × 1265 мм                | 4680 × 1970 × 1265 мм                                     | 4680 × 1970 × 1265 мм                | 4890 × 1970 × 1205 мм                | 4680 × 1970 × 1265 мм                |
| Масса пустого автомобиля                           | 970 кг                              | 970 кг                               | 970 кг                               | 710 кг                               | 1025 кг                              | 970 кг                               | 1025 кг                                                   | 1025 кг                              | 1025 кг                              | 1025 кг                              |
| Максимальная скорость                              | 340 км/ч                            | 340 км/ч                             | 340 км/ч                             | 270 км/ч                             | 366 км/ч                             | ок. 340 км/ч                         | ок. 340 км/ч                                              | ок. 340 км/ч                         | ок. 340 км/ч                         | ок. 340 км/ч                         |

## Второе поколение 935 (2019 год)
Модель 935 второго поколения была впервые представлена в 2018 году на 6-й выставке Rennsport Reunion на трассе Лагуна Сека, а также приняла участие в 2019 году в гоночном фестивале в Гудвуде (англ. Goodwood Festival of Speed). Автомобиль Porsche 935 второго поколения основан на модели Porsche 911 GT2 RS: кузов внешне напоминает классическую 935/78, светодиодные фары заимствованы у Porsche 919 Hybrid (модель-прототип Ле-Мана), боковые зеркала заднего вида — у Porsche 911 RSR, титановые выхлопные трубы — у Porsche 908/01 1968 года выпуска.
Из элементов отделки автомобиля и его конструкции выделяются рукоять переключения передач из ламинированного дерева, углепластиковое рулевое колесо, заимствованный у Porsche 991 GT3 R цветовой дисплей, каркас безопасности, гоночное ковшеобразное сиденье с ремнями безопасности и шестью точками крепления, дополнительное переднее пассажирское место и система кондиционирования воздуха. Тормозная система включает как 380-мм дисковые тормоза с алюминиевыми моноблочными гоночными передними суппортами (6 поршней каждый), так 355-мм дисковые тормоза с задними суппортами (4 поршня каждый). Присутствует система управления стабильностью Porsche (англ. Porsche Stability Management), включающая контроль за сцеплением и антиблокировочную систему. В качестве двигателя используется тот же двигатель мощностью 691 л. с., что и у автомобиля GT2 RS. Коробка передач — 7-скоростная Porsche PDK. С июня 2019 года начался сбыт этих автомобилей: всего выпущено 77 экземпляров.

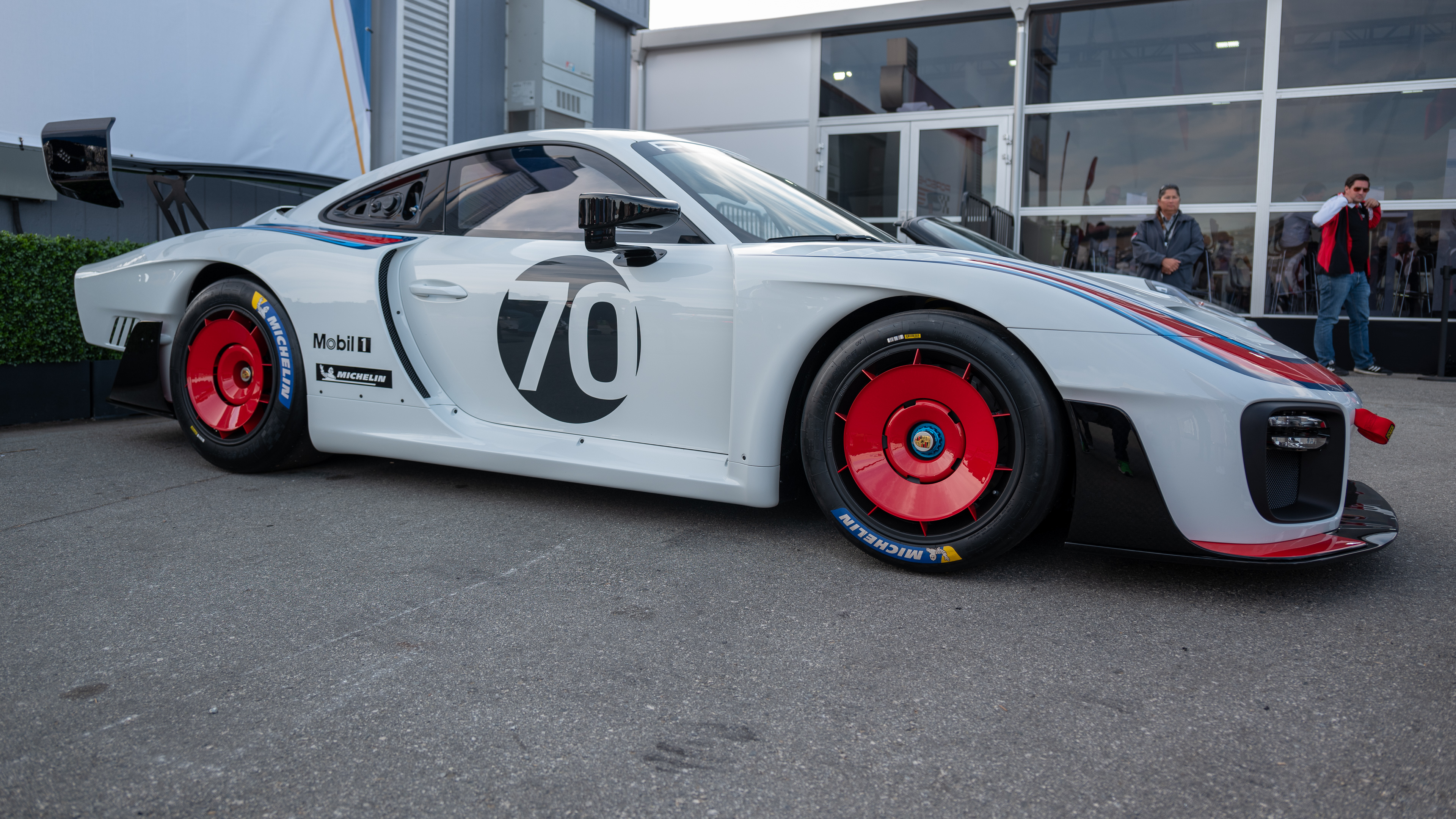
Porsche 935 на выставке Rennsport Reunion VI[англ.], трасса Лагуна Сека, 2018
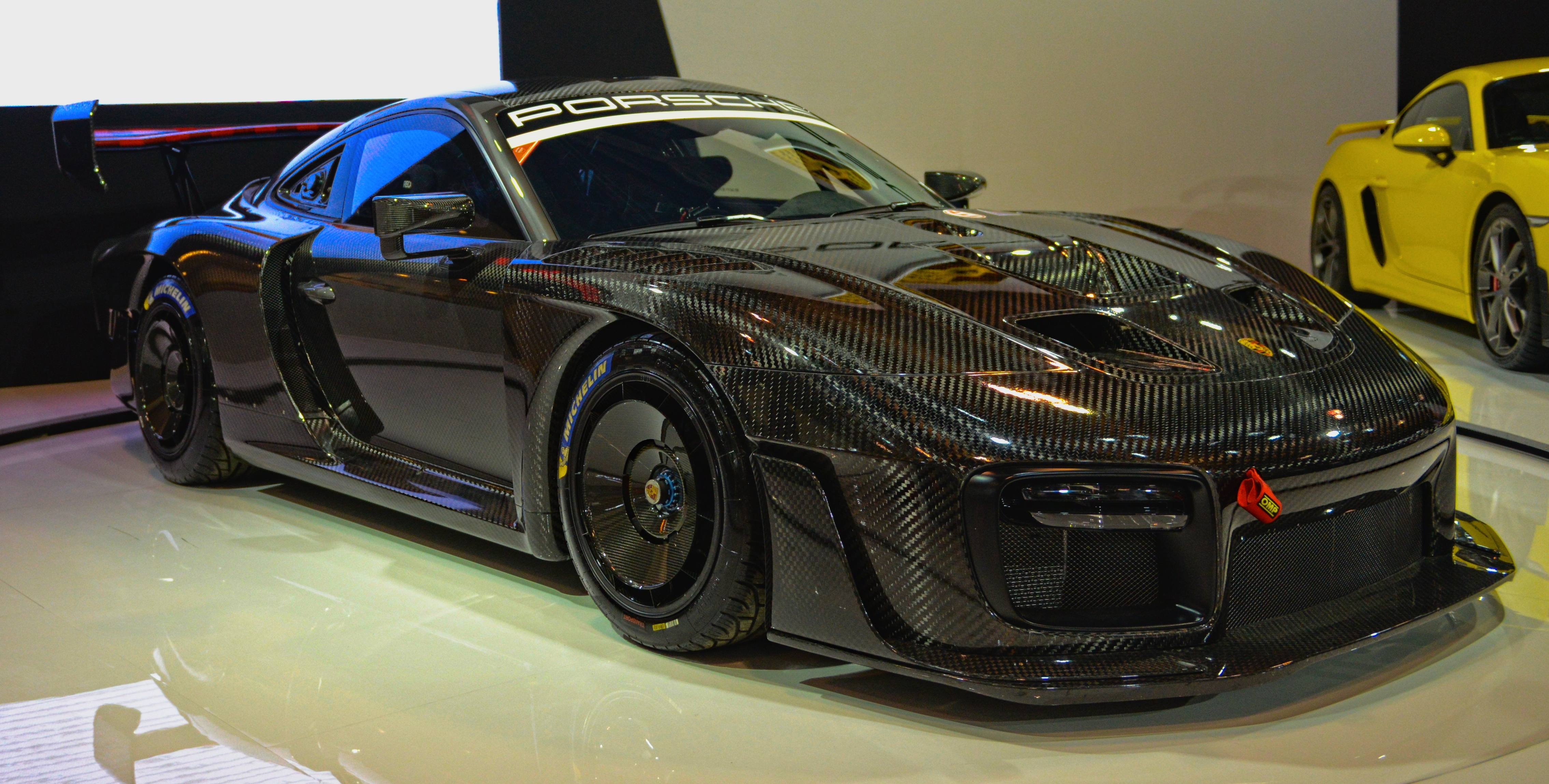
Porsche 935 на Канадском международном автосалоне, 2020
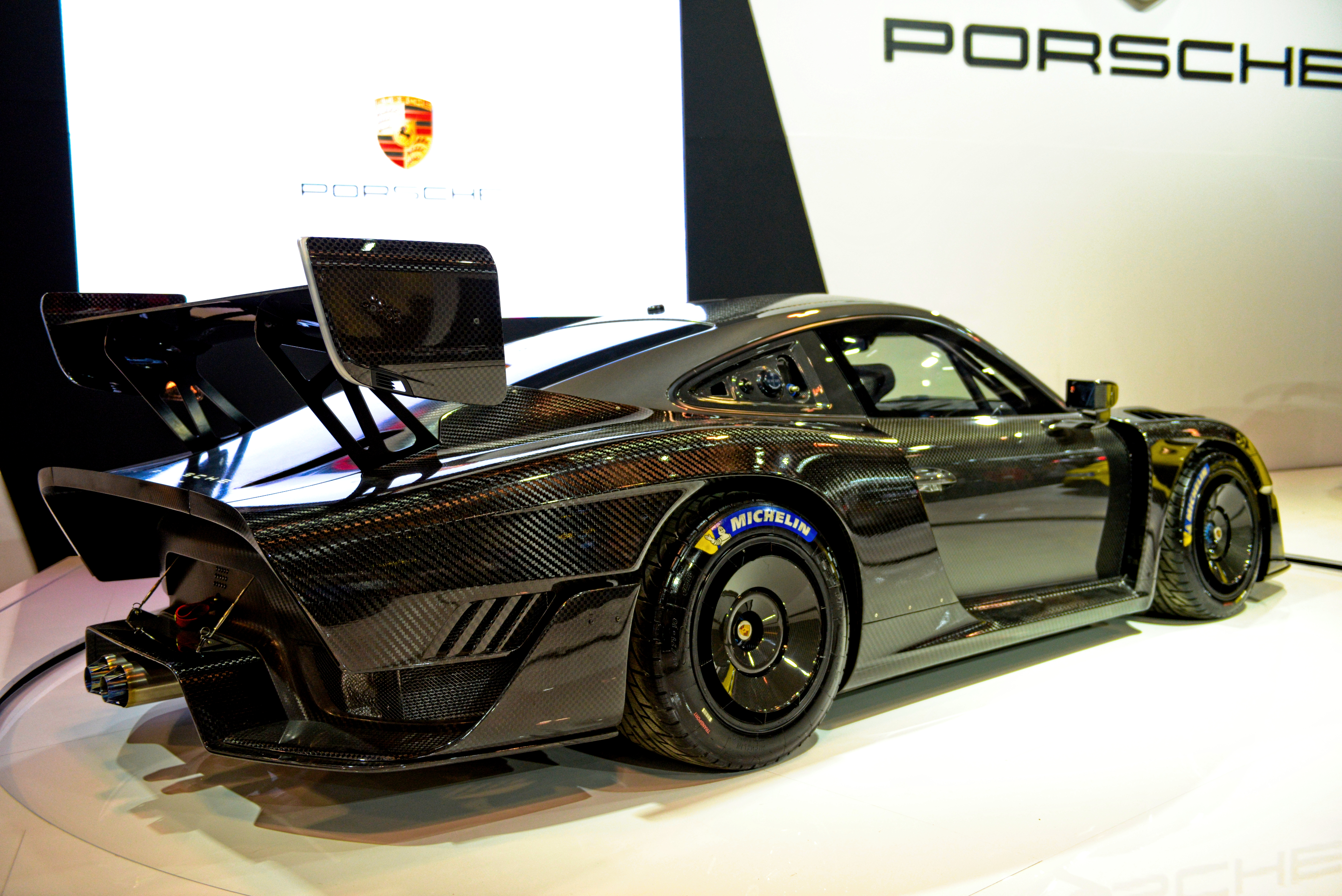
Porsche 935 на Канадском международном автосалоне, 2020
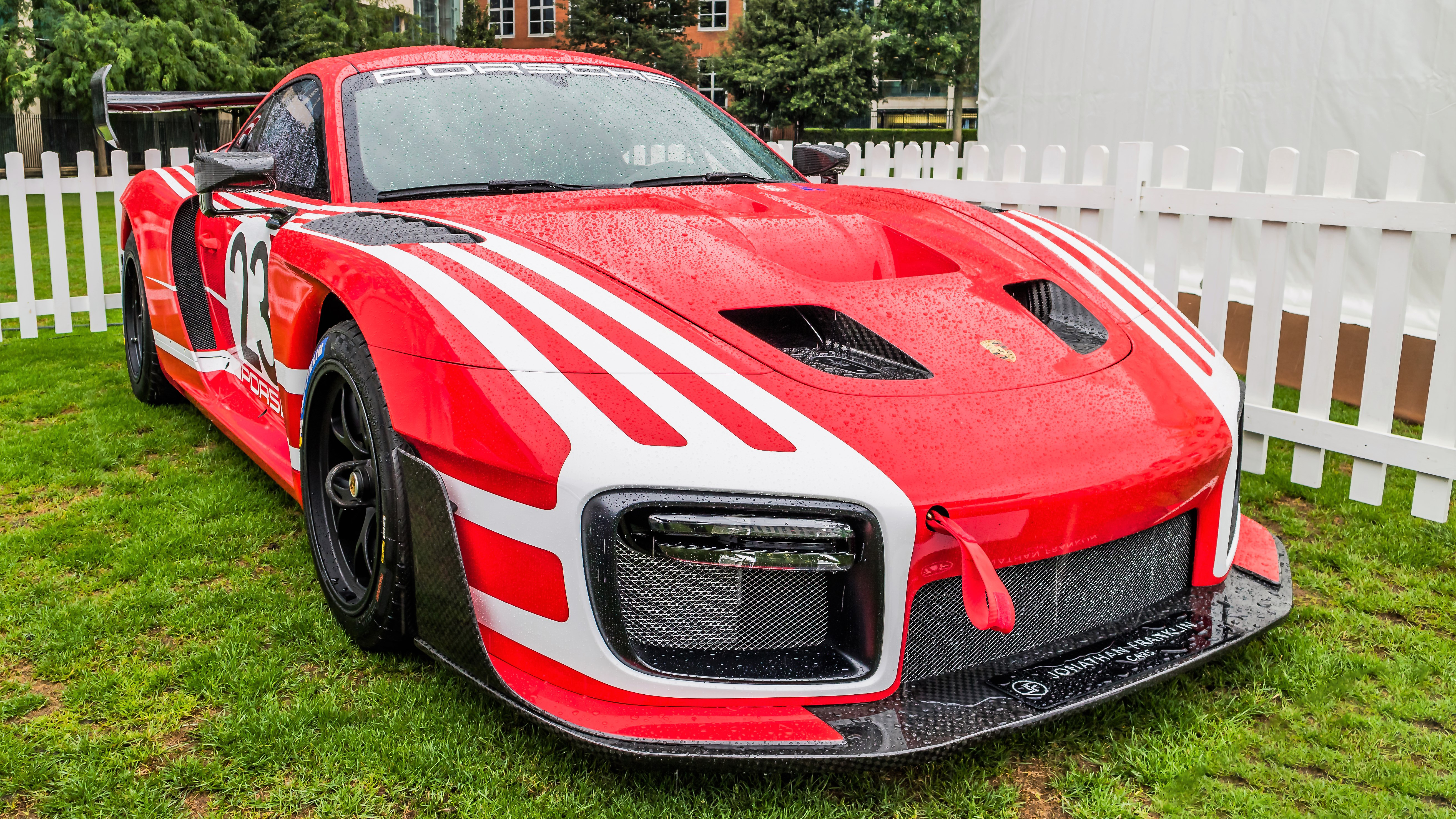
Porsche 935 в саду Лондон-Конкурс

## Автомобиль в играх
Модель Porsche 935 представлена в ряде компьютерных автомобильных игр и симуляторов, в том числе Project CARS и Need For Speed: Porsche Unleashed (PC-версия). В Need For Speed представлена версия Porsche 935/78 «Moby Dick» как автомобиль «золотой эры» (автомобили между 1970 и 1988 годами) гоночного класса — один из лучших во всей игре по характеристикам скорости и управления, сопоставимый с Porsche 911 GT1. Его можно выиграть в режиме «Эволюция» после прохождения золотой эры: для этого игроку надо выиграть кольцевую гонку из пяти кругов. После перехода в «современную эру» новый автомобиль может быть приобретён по цене 450 тысяч условных единиц (либо же куплен в качестве подержанного).
Модель Porsche 935/78 «Moby Dick» также встречается в версии Need For Speed: Porsche Unleashed для GameBoy Advance.